# 오드리 디완
오드리 디완(Audrey Diwan, 1980년 ~ )은 프랑스의 영화 감독, 영화 각본가이다. 감독 데뷔 전에는 저널리스트와 영화 각본가로서 활동했다. 2021년 영화 《레벤느망》을 통해 베네치아 영화제 황금사자상을 수상했다.

## 작품 목록

### 연출
- Mais vous êtes fous (2019)
- 레벤느망 (2021)
- 엠마뉴엘 (2024)